# Företagardagen
Företagardagen är en temadag som firas i Finland den 5 september. Företagardagen har funnits i almanackan sedan år 2010, men firades redan på 1990-talet i Finland.
Under företagardagen ordnar kommuner, företagare, organisationer och skolor olika evenemang över hela landet för att uppmärksamma och fira företagare.
Idén till företagardagen föddes efter den ekonomiska krisen i Finland i början av 1990-talet. Lokala företagarföreningar ville ge företagarna mer framtidstro och förbättra förutsättningarna för företagare i Finland. Dagen firades för första gången år 1997. Företagardagen uppmärksammas den 5 september eftersom centralförbundet Företagarna i Finland grundades den 5 september 1995.